# Sólo gente
 Sólo gente es una película de Argentina filmada en colores dirigida por Roberto Maiocco sobre su propio guion que se estrenó el 27 de abril de 2000 y que tuvo como actores principales a Pablo Echarri, Lito Cruz, Martín Adjemián y Walter Santa Ana. El director es médico anestesista recibido en 1972. La película tuvo el título alternativo de Sólo gente (ni más ni menos).

## Sinopsis
Las experiencias de un joven médico que hace su primera residencia en un hospital público.

## Reparto
- Pablo Echarri …Ignacio
- Lito Cruz
- Martín Adjemián
- Walter Santa Ana
- Cristina Banegas
- Ulises Dumont
- Mara Bestelli
- Tony Lestingi
- Rodrigo Cameron
- Francisco Corbalán
- Mariano Calasso
- Sandra Villani
- Liliana Cuomo
- Roxana Latrónico
- Sandra Casas Cano
- Vera Czemerinski …Camarera

## Comentarios
Ricardo García Oliveri en Clarín dijo:

« No es muy común que el cine pueda arrimar testimonios recogidos tan desde adentro, y esa circunstancia es lo que le otorga…un valor extra que es imposible dejar de subrayar, de aplaudir, de reconocer. Sobre todo porque redunda en muy buenos apuntes que no sólo enriquecen al filme, sino que le dan un sentido, lo justifican…El mayor mérito de la propuesta de Maiocco estriba en dejar bien sentado que entre medio de toda esta historia hay gente. ¿Sólo gente? Nada menos que gente.»

Diego Brodersen en El Amante del Cine  escribió:

«Insiste en todos los clichés posibles y resuelve gran parte de los dilemas del protagonista de la manera lo más burda posible…Se deja ver, ni más ni menos.»

Máximo Eseverri  en el sitio web cineismo escribió:

«En algunos momentos, el segundo largometraje de Roberto Maiocco… se acerca a aquel empalagoso discurso sobre la muerte que fue Patch Adams. O derrapa en un efectismo barato que no tiene cabida en el realismo del film…En otros permite ver, al fondo, la terrible realidad de los centros sanitarios del Tercer Mundo..»

Pedo B. Rey en La Nación opinó:

«…oscila entre una clásica película de mensaje solidario y optimista, entre la comedia hospitalaria de costumbres y el film de crítica social, la historia intimista, sin llegar a ser ninguna de estas cosas… El defecto básico reside en la endeblez del guion. Tantas ideas a la deriva terminan diluyéndose en la inconsecuencia y, eventualmente, en la intrascendencia.»

## Premios y candidaturas
Asociación de Cronistas Cinematográficos de la Argentina
Premios Cóndor 2001
- Pablo Echarri, candidato al Premio al Mejor Actor.
- Lito Cruz, candidato al Premio al Mejor Actor de reparto.

Festival Internacional del Nuevo Cine Latinoamericano de La Habana, 1999.
- Pablo Echarri, ganador del Premio al Mejor Actor.
- Roberto Maiocco ganador de la Mención Especial de la OCIC.

Festival Internacional de Cine de Mar del Plata, 1999.
- Seleccionada como candidata al Premio a la Mejor Película en la competencia internacional.